# Kaukasuseekhoorn
De kaukasuseekhoorn (Sciurus anomalus) is een soort eekhoorn.

## Kenmerken
Hij lijkt op de bekende rode eekhoorn (Sciurus vulgaris), waar hij van verschilt door de gelige buik en het ontbreken van de oorpluimen. De Kaukasuseekhoorn heeft een kop-romplengte van twintig centimeter, de staart is 13 tot 17 centimeter lang.

## Verspreiding
De Kaukasuseekhoorn komt voor in de Kaukasus, Anatolië, en van Klein-Azië tot Noord- en West-Iran, Syrië, Libanon en Israël. Ook komt hij voor op het Griekse eiland Lesbos. De Kaukasuseekhoorn leeft voornamelijk in Fagus- en hazelnootbossen. Hij leeft voornamelijk in bomen, waar hij ook zijn nest bouwt, maar ook op de grond zal hij naar voedsel zoeken.